# 石川慶
石川 慶（いしかわ けい、1977年6月20日 - ）は、日本の映画監督。愛知県豊橋市出身。愛知県立時習館高等学校、東北大学物理学科卒業。

## 人物・来歴
幼少の頃から両親の影響で映画が好きで、東北大学で興味のあった物理を学んだ後、映画監督を志し、多くの名匠を生み出したポーランドの国立大学、ウッチ映画大学に留学し演出を学ぶ。短編映画などの制作でキャリアを積み、母国語で映画を作りたいと考え帰国。帰国後は主に短編映画を作り、ドキュメンタリーやCMなどを手掛けてきた。日本とポーランドの合作企画『BABY』ではプチョン国際ファンタスティック映画祭の企画マーケットでグランプリを受賞している。
2017年、映画『愚行録』で長編映画デビューを果たし、第73回ヴェネツィア国際映画祭オリゾンティ・コンペティション部門に選出された。ほかに、新藤兼人賞銀賞、ヨコハマ映画祭、日本映画プロフェッショナル大賞では新人監督賞も受賞。
2019年、映画『蜜蜂と遠雷』では、毎日映画コンクール日本映画大賞、日本アカデミー賞優秀作品賞などを受賞。

## 監督作品

### 短編映画
- Co Slychac（2006年） ※ドキュメンタリー
- bracia（2006年）
- Dear World（2008年）
- It's All in the Fingers（2009年）
- conversation(s)（2013年）
- 点（2017年、S・D・P）
- 十年 Ten Years Japan「美しい国」（2018年11月3日公開、フリーストーン）[8] ※オムニバス映画

### 長編映画
- 愚行録（2017年2月18日公開、ワーナー・ブラザース映画・オフィス北野）
- 蜜蜂と遠雷（2019年10月4日公開、東宝）
- Arc アーク（2021年6月25日公開、ワーナー・ブラザース映画）
- ある男（2022年11月18日公開、松竹）
- 不都合な記憶（2024年9月27日配信、Amazon Prime Video）
- 遠い山なみの光（2025年夏公開予定、ギャガ）

### ドラマ
- ドラマW イノセント・デイズ（2018年3月18日 - 4月22日、WOWOW）

## 受賞歴
- 第39回ヨコハマ映画祭 森田芳光メモリアル新人監督賞（『愚行録』）[9]
- 2017年 新藤兼人賞 銀賞（『愚行録』）[10]
- 第27回日本映画プロフェッショナル大賞 新人監督賞（『愚行録』）[11]
- 第41回ヨコハマ映画祭 監督賞（『蜜蜂と遠雷』）[12]
- 第74回毎日映画コンクール 監督賞（『蜜蜂と遠雷』）[13]
- 第46回日本アカデミー賞 最優秀監督賞（『ある男』）[14]